# Segre (departamento)
El Segre fue un antiguo departamento francés denominado oficialmente según la administración francesa como "departamento del Segre", département du Sègre (en francés).
El departamento fue creado el 26 de enero de 1812, al ser Cataluña anexionada al Primer Imperio Francés.
Comprendía todas las tierras atravesadas por la parte alta de los ríos Segre y Llobregat e incorporaba Andorra. Por el contrario, el Valle de Arán pasó al "departamento de la Alta Garona", département de la Haute Garonne (en francés).
La prefectura era Puigcerdá y las subprefecturas eran Solsona y Talarn. El único prefecto conocido fue Jean Louis Rieul de Viefville des Essarts (auditor del Consejo de Estado Napoleónico), que se estableció en Puigcerdá en junio de 1812.
El departamento desapareció en 1814, cuando Francia evacuó la península ibérica que había estado ocupando desde 1807.